# Baja: Edge of Control
Baja: Edge of Control es un videojuego de carreras de todoterreno desarrollado por el estudio estadounidense 2XL Games y publicado por THQ para PlayStation 3 y Xbox 360. El juego recibe su nombre de la carrera todoterreno de la vida real Baja 1000 en Baja California y Baja California Sur, México, en la que está basado.

## Jugabilidad
El juego se desarrolla en más de 95 pistas diferentes, incluidas 3 pistas Baja 250 diferentes, 2 pistas Baja 500, 1 pista Baja 1000 y tiene 9 entornos de mundo abierto.
El juego está pensado como un juego de carreras todoterreno arcade, similar a Colin McRae: Dirt y se basa en carreras de resistencia en el desierto. Las opciones multijugador incluyen jugar con otros jugadores a través de Xbox Live, PlayStation Network, System Link y pantalla dividida para hasta 4 jugadores.

## Recepción
| Críticas Publicación Calificación PS3 Xbox 360 4Players 62% [ 1 ] 75% [ 1 ] Edge N/A 5/10 [ 2 ] Eurogamer N/A 6/10 [ 3 ] Game Informer 8/10 [ 4 ] 8/10 [ 4 ] GamePro N/A [ 5 ] GameSpot 6.5/10 [ 6 ] 7.5/10 [ 7 ] GameSpy [ 8 ] [ 8 ] GameTrailers 7/10 [ 9 ] 7/10 [ 9 ] GameZone 6/10 [ 10 ] 6/10 [ 11 ] IGN 4.9/10 [ 12 ] 6.9/10 [ 13 ] Jeuxvideo.com 11/20 [ 14 ] 11/20 [ 14 ] Official Xbox Magazine N/A 8/10 [ 15 ] PlayStation Magazine [ 16 ] N/A Puntuaciones de reseñas Metacritic 61/100 [ 17 ] 65/100 [ 18 ] |              |              |
| Críticas |              |              |
| Publicación | Calificación | Calificación |
| Publicación | PS3          | Xbox 360     |
| 4Players | 62%          | 75%          |
| Edge | N/A          | 5/10         |
| Eurogamer | N/A          | 6/10         |
| Game Informer | 8/10         | 8/10         |
| GamePro | N/A          | [ 5 ]        |
| GameSpot | 6.5/10       | 7.5/10       |
| GameSpy | [ 8 ]        | [ 8 ]        |
| GameTrailers | 7/10         | 7/10         |
| GameZone | 6/10         | 6/10         |
| IGN | 4.9/10       | 6.9/10       |
| Jeuxvideo.com | 11/20        | 11/20        |
| Official Xbox Magazine | N/A          | 8/10         |
| PlayStation Magazine | [ 16 ]       | N/A          |
| Puntuaciones de reseñas |              |              |
| Metacritic | 61/100       | 65/100       |

Baja: Edge of Control recibió críticas «mixtas» en ambas plataformas según el sitio web de review agrupator Metacritic.
El juego fue nominado como el mejor juego de carreras de 2008 por GameSpot.

## Remasterización
En septiembre de 2017 se lanzó en todo el mundo una remasterización del juego original, Baja: Edge of Control HD, para PlayStation 4, Xbox One y Microsoft Windows. Cuenta con compatibilidad con 4K y técnicas de renderizado mejoradas para sombras, iluminación y efectos de polvo.

### Recepción
La versión HD recibió «críticas mixtas o promedio» en todas las plataformas según Metacritic.